# Tom Sawyer (personaje)
Tom Sawyer es el personaje principal de la novela de Mark Twain Las aventuras de Tom Sawyer (1876). Aparece en otras tres novelas de Twain: Las aventuras de Huckleberry Finn (1884), Tom Sawyer Abroad (1894) y Tom Sawyer, Detective (1896).
Sawyer también aparece en al menos tres trabajos inacabados de Twain, Huck y Tom Among the Indians, Schoolhouse Hill y Tom Sawyer's Conspiracy. Mientras que las tres obras incompletas fueron publicadas póstumamente, solo La conspiración de Tom Sawyer tiene una trama completa, ya que Twain abandonó las otras dos obras después de terminar solo unos pocos capítulos.

## Caracterización
Tom Sawyer es un niño de unos 12 años de edad, es pelirrojo y que reside en la ciudad ficticia de San Petersburgo, Misuri, en el año 1876. Los mejores amigos de Tom Sawyer incluyen a Joe Harper y Huckleberry Finn. En Las aventuras de Tom Sawyer, la obsesión de Tom con su compañera de clase Becky Thatcher es evidente cuando trata de intrigarla con su fuerza, audacia y belleza. Primero la ve después de confesar sus sentimientos por Amy Lawrence, una de sus compañeras de clase. Vive con su medio hermano Sid, su prima Mary y su severa tía Polly. No se menciona al padre de Tom, ya que la madre y el padre de Tom están muertos. Tom tiene otra tía, Sally Phelps, que vive mucho más abajo en Misisipi.
En Las aventuras de Huckleberry Finn, Tom es solo un personaje menor y se usa como papel de aluminio para Huck, particularmente en los últimos capítulos de la novela después de que Huck se dirige a la plantación de Uncle Phelps. La inmadurez, la imaginación y la obsesión de Tom con las historias ponen en gran peligro el planeado rescate de Huck del esclavo fugitivo Jim, y finalmente lo hace innecesario ya que sabe que la señorita Watson, dueña de Jim, murió y lo liberó en su testamento. A lo largo de la novela, el desarrollo intelectual y emocional de Huck es un tema central, y al reintroducir un personaje desde el principio (Tom), Twain puede resaltar esta evolución en el personaje de Huck.

## Inspiración
El nombre del personaje ficticio puede haber sido derivado de un bombero alegre y extravagante llamado Tom Sawyer con quien Twain estaba familiarizado en San Francisco (California), mientras Twain trabajaba como reportero en el llamado de San Francisco. Twain solía escuchar a Sawyer contar historias de su juventud, "Sam, escuchaba estas bromas con gran interés y ocasionalmente las anotaba en su libreta. Un día me dijo: "Te voy a poner entre las tapas de un libro algunos de estos días, Tom". 'Adelante, Sam', le dije, 'pero no deshonre mi nombre'". El mismo Twain dijo que el personaje surgió de tres personas, identificadas más tarde como: John B. Briggs (quien murió en 1907), William Bowen (quien murió en 1893) y Twain; Sin embargo, Twain más tarde cambió su historia diciendo que Sawyer estaba completamente formado únicamente por su imaginación, pero como dice Robert Graysmith, "al gran apropiador le gustaba fingir que sus personajes habían brotado completamente de su mente fértil".